# Рождественская, Зоя Николаевна
Зоя Николаевна Рождественская (16 августа 1906, Владивосток — 8 ноября 1953, Ленинград) — популярная лирическая эстрадная певица (сопрано), яркая представительница ленинградской эстрады. Песня «Моя Москва» в записи Рождественской и ансамбля под управлением И. О. Дунаевского в 1940-е гг. приобрела всесоюзную известность.

## Биография
Родилась в семье оперного солиста (тенора) Николая Рождественского, у которого брала первые уроки пения. Однажды, услышав на патефонной пластинке вальс «Под звуки гитары», она напела под него первую песню в новом для себя эстрадном жанре и приняла решение предпочесть оперному пению эстрадное.
Зоя Рождественская окончила вокальное отделение Центрального музыкального техникума (ныне Санкт-Петербургское музыкальное училище имени М. П. Мусоргского; дата окончания неизвестна: архив техникума сгорел во время бомбёжки в 1942). Стала известной и популярной певицей в годы войны, будучи солисткой ансамбля Дунаевского, сформированного для выступлений перед фронтовиками. С этим ансамблем в 1943 году она записала на радио песню «Моя Москва», которая сразу (благодаря радиотрансляциям) получила широкое распространение.
После войны Рождественская — солистка джаз-оркестра Ленинградского радиокомитета под управлением Николая Григорьевича Минха. В конце 1940-х и в начале 1950-х годов песни в её исполнении звучали в эфире почти ежедневно. Многие источники утверждают, что Зою Рождественскую сгубили «наркомовские сто граммов», к которым певица пристрастилась в годы войны. Пристрастие к алкоголю повлияло на голос: по этой причине после 1948 года она больше не делала аудиозаписей, хотя до 1951 года формально оставалась солисткой джаз-оркестра под управлением Николая Минха.
Однажды[уточнить] вместе с певцом Ефремом Флаксом Зоя Рождественская представляла эстраду СССР в Нью-Йорке. Концерт, в котором ей предстояло выступать, вела королева джазового вокала Элла Фицджеральд. Американка по достоинству оценила талант Зои Николаевны и мастерство аккомпаниаторов.
В фонотеке Ленинградского радио когда-то было около 150 фонограмм песен З. Рождественской, к настоящему времени не осталось и десятка плёнок. Всего же дошедшие до наших дней записи выступлений певицы насчитывают не более 25 произведений, среди них пользовавшиеся в своё время особой популярностью «На катке» (музыка Анатолия Новикова, слова Льва Ошанина), «Кружевница и кузнец» (музыка Зиновия Компанееца, слова Льва Кондыерва и Льва Ошанина), «К нам в Саратов» (музыка Марка Фрадкина, слова Льва Ошанина), «Над заливом» ("Под весенней листвой") (музыка Альберта Триллинга, слова Натальи Добржанской (Девяшиной)), «Моя родная сторона» (музыка Василия Соловьёва-Седого, слова Соломона Фогельсона), «Весёлый май» (музыка Имре Кальмана, русский текст В. Михайлова) из оперетты «Голландочка» и ряд других. Пение Рождественской наполнено оптимизмом и чистотой. Исполнительское мастерство Зои Николаевны отличает особая манера, когда ударными в словах неожиданно становятся согласные звуки — «м», «н», «л», «р», придавая пению неповторимую выразительность.
Личная жизнь Зои Рождественской не задалась. Она была дважды замужем. Первый муж (его имени история не сохранила) был художником. Он не хотел, чтобы в семье были дети, которые могли мешать самовыражению. Она была вынуждена принимать меры, пока однажды материнство не стало для неё невозможным. Это обстоятельство перевернуло её жизнь (очень болезненно она переживала свою бездетность). Второй муж — Николай Матвеевич Пчёлкин — был аэродромным механиком. «Мой летун», — называла его Рождественская. Он был моложе Зои на 7 лет (родился 26 мая 1913) и пережил её менее чем на год, уйдя в расцвете лет 12 июля 1954. Похоронены супруги на 18 участке Богословского кладбища в Санкт-Петербурге, неподалёку от могилы певца Виктора Цоя. В простенькой металлической оградке — православный крест с единственным (по состоянию на апрель 2014 года) гуляющим по Интернету портретом Зои. Слева от могильного холмика певицы выросла березка. Справа — сваренная из металлических планок пирамида со звездой, напоминающей кленовый лист. Под пирамидой — прах Николая Пчёлкина.
В последние годы жизни много и часто болела. После утомительной гастрольной поездки зимой 1952—1953 года окончательно слегла и так и не сумела восстановиться. Жила в это время звезда советской эстрады в Ленинграде в многосемейной коммунальной квартире с общей кухней неподалёку от Финляндского вокзала на проспекте Маркса, почти у самой Невы, (в 1991 проспект Маркса был переименован в Большой Сампсониевский, а на месте дома, где жила Зоя, построен элитный жилой корпус под названием Монблан). Комната певицы имела печное отопление, в ней не было никаких излишеств.

## Семья

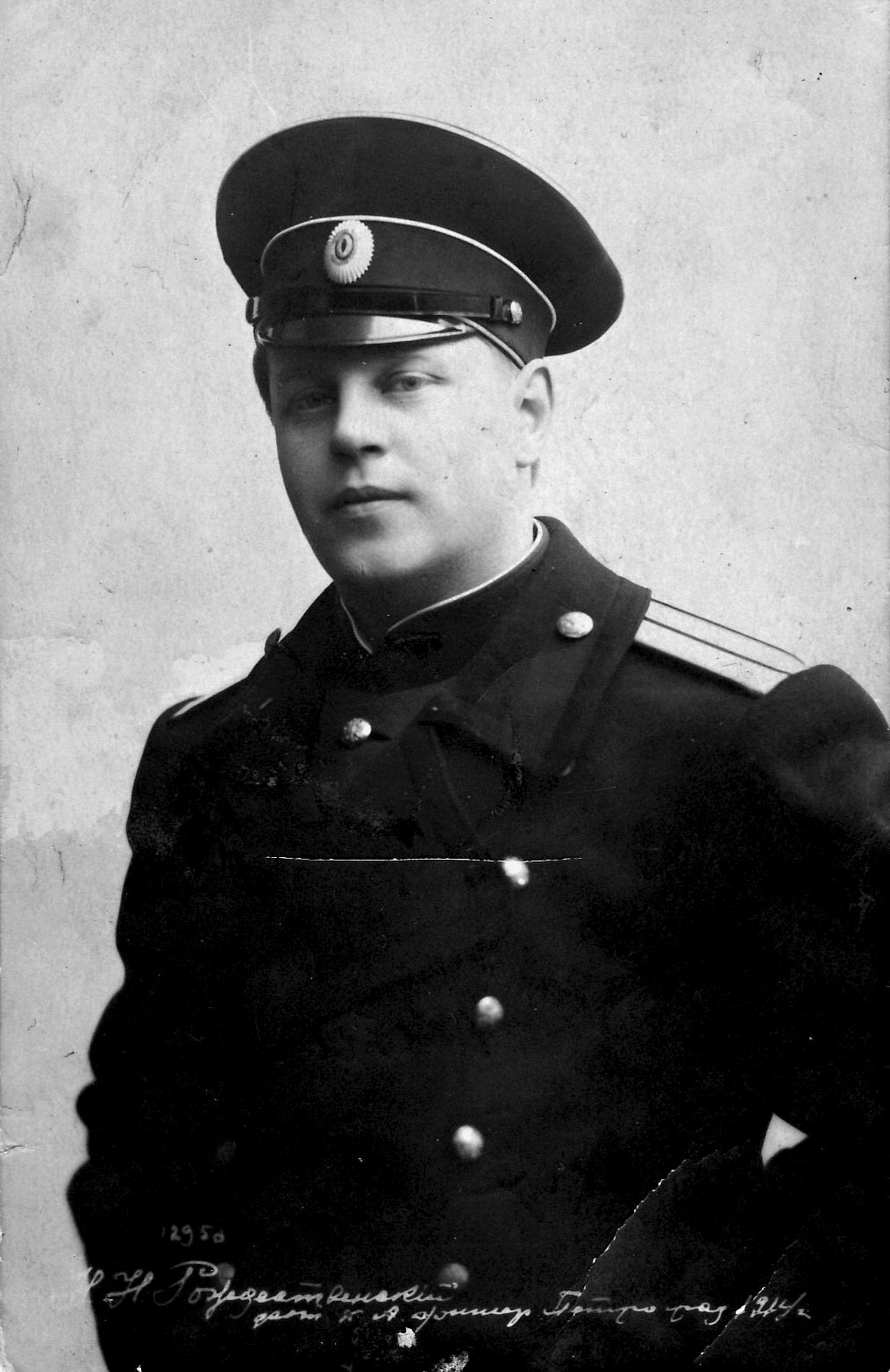
Николай Николаевич Рождественский (1883—1935), отец Зои Рождественской

Отец Зои — Николай Николаевич Рождественский (1883—1934), известный в России и за рубежом оперный тенор. Происходил из старинного священнического рода. Обладал сильным голосом приятного тембра. В 1899 поступил в Морской кадетский корпус, который окончил в 1903. Прежде чем стать певцом, ему довелось быть инженером-механиком, морским офицером Русского флота Его императорского Величества, участником Цусимского морского сражения в 1905 году, во время которого экипаж судна, на котором он служил, был взят японцами в плен.
Известно, что Виктория Ивановна Руссет (1885—1970), наречённая невеста морского офицера Николая Рождественского, самостоятельно прибыла на Дальний Восток к своему жениху. Их повенчали на судне, на котором служил Николай Николаевич. Молодые супруги некоторое время жили во Владивостоке. Здесь у них родился второй ребёнок, сын, которого назвали Николаем (имеются основания полагать, что местом рождения его старшей сестры Зои является город Нагасаки, Япония). Через несколько лет Рождественские уезжают из Владивостока поближе к родным берегам. До начала певческой карьеры Николай Николаевич успел какое-то время послужить на Балтике, в то время как Виктория Ивановна с детьми жила в Гельсингфорсе (Хельсинки).
В скором времени Н. Рождественский начинает выступать в Малом оперном театре, совмещая пение со службой в Адмиралтействе (спектакли в этом театре были не часты и не мешали основной службе). Подобным образом поступали многие начинающие художники, писатели, музыканты того времени — Мусоргский — яркий тому пример (прокормиться на одни гонорары от творческой деятельности было практически невозможно).

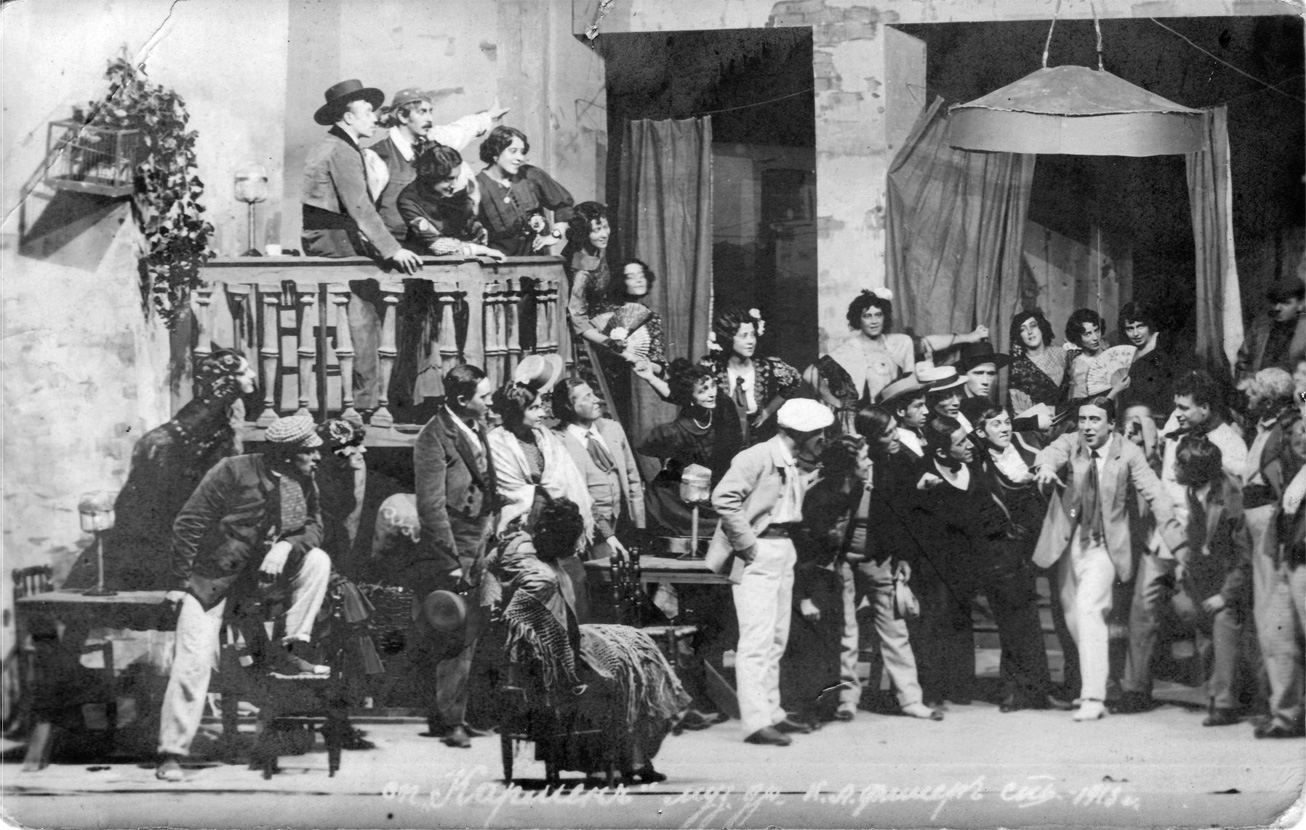
Театральная постановка Кармен в Театре музыкальной драмы, 1913 г. Виктория Ивановна Руссет на снимке в правом углу в чёрном платье рядом с девушкой с веером. Фото К. А. Фишера

В 1913 году Н. Рождественский становится солистом Петербургского театра музыкальной драмы. В это же время на той же сцене пытается заявить о себе как артистка Виктория Ивановна. Сохранилась фотография 1913 года известного в ту пору театрального фотографа Карла (Августа) Андреевича Фишера, на которой Виктория Рождественская в составе труппы выступает в сцене в спектакле «Кармен». В Петроградском театре музыкальной драмы Н. Рождественский выступал до 1915 года. В 1916 году он был солистом московской Оперы Зимина. В 1918—1926 — пел в Петроградском (Мариинском) государственном театре оперы и балета.
Семейные отношения у артистической четы Рождественских складывались сложно, и однажды супруги понимают, что им следует расстаться.
После революции 1917 года Н. Рождественский становится невольным участником Кронштадтского мятежа. Подавив мятеж, большевики расстреляли большинство офицеров, участвовавших в нём. Рождественский и ещё несколько офицеров были помилованы. С просьбой о помиловании к Ленину и Луначарскому обращался Ф. И. Шаляпин. Он же пригласил Н. Рождественского в Петроградский (Мариинский) государственный театр оперы и балета, где они и пели вместе до отъезда в 1922 Шаляпина за границу. В 1926 году Н. Рождественский со скандалом (по причине вспыльчивого характера) ушёл из театра и занялся концертной деятельностью. В 1930 году женился вторично на Елизавете Ивановне Мельниковой (умерла в Ленинграде в блокаду в 1943).
После убийства в декабре 1934 руководителя Ленинградской парторганизации ВКП (б) С. М. Кирова, Н. Н. Рождественский «попал под раздачу» (в терминах своего времени — под зачистку) за то, что в годы гражданской войны воевал на стороне белых. И в 1936 как «участник террористической организации» был расстрелян. Елизавете Ивановне сообщили стандартную формулировку приговора «тройки»: 10 лет исправительных работ без права переписки. Сведения отдельных источников о том, что Н. Рождественский был сослан в Среднюю Азию, в Алма-Ату, где в 1934 или 1935 году окончил дни своей жизни, недостоверны.
Мать певицы — Виктория Ивановна Рождественская (Сулоева по второму мужу, урождённая Руссет). Родилась в Петербурге в семье военного педагога. Девичью фамилию унаследовала от отца — Ивана Васильевича Руссет, офицера, преподававшего математику и рисование в юнкерском училище (имеются основания полагать, что генерал-майор Е. В. Руссет, директор Сибирского кадетского корпуса, мог доводиться ему братом). Окончила гимназию с золотой медалью. Училась рисованию в классах Школы поощрения художеств, на курсах при Петербургской Академии художеств, в Тифлисском художественном училище, посещала художественные курсы в Москве. В молодости Виктория Ивановна имела весьма привлекательную внешность. Когда ей было 16 лет, художник Константин Маковский, нарядив её в костюм боярыни, писал с неё этюд.

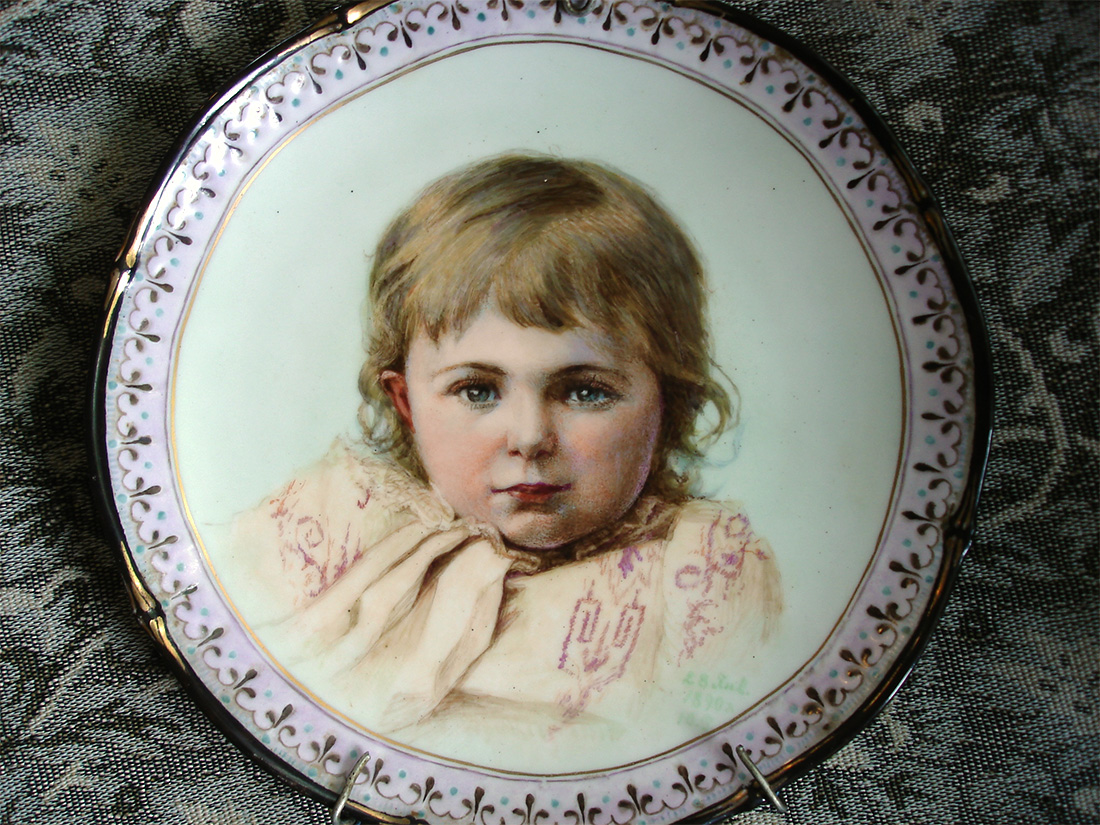
Декоративная тарелка, портрет дочери Виктории в пятилетнем возрасте нарисовала её мать Юлия Фоминична (в девичестве Окулич-Казарина, бабушка Зои Рождественской), 1890 г.

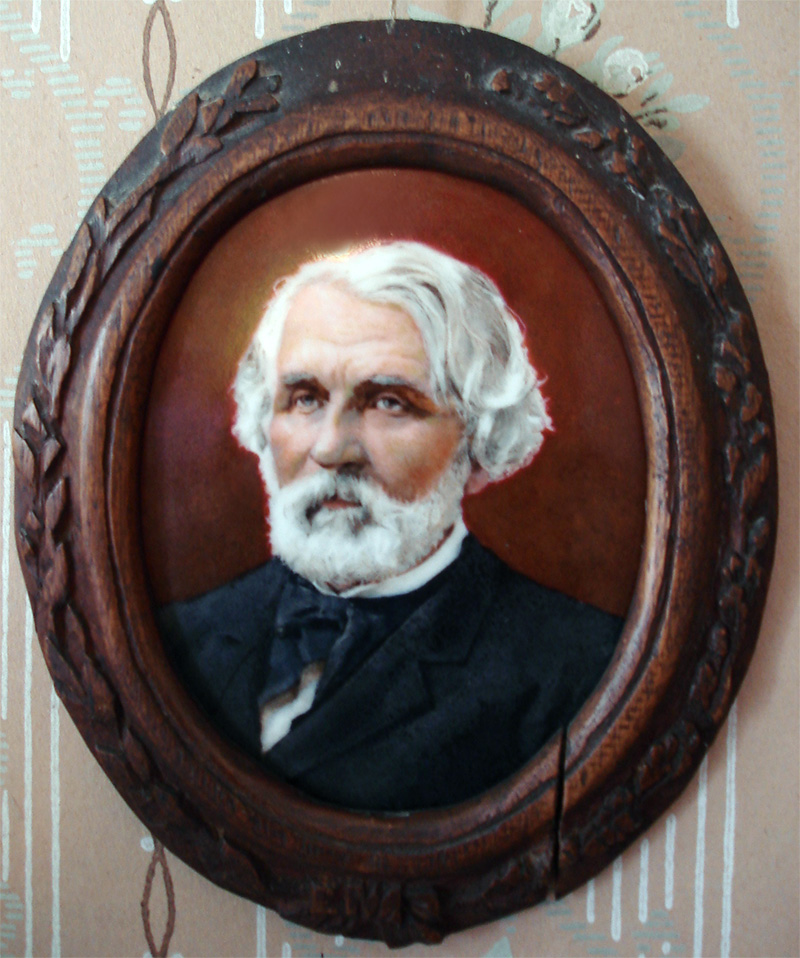
Портрет И. С. Тургенева, написанный Юлией Фоминичной (бабушкой Зои Рождественской) по памяти.

Мать Виктории Ивановны (бабушка Зои Рождественской) Юлия Фоминична (в девичестве Окулич-Казарина) являлась воспитанницей Смольного института в Петербурге. До наших дней у правнуков Юлии Фоминичны в городе Черкассы (Украина) хранятся семейные реликвии, связанные с нею. Это декоративная тарелка, на которой её искусной рукой изображена дочь Виктория в пятилетнем возрасте. Сохранился также портрет И. С. Тургенева, писанный Юлией Фоминичной по памяти (рамку к портрету вырезал из дерева якобы Иван Васильевич, её супруг).
Окулич-Казарины происходили из потомственных дворян Витебской губернии. Брат Юлии Фоминичны, Николай Фомич, являлся личностью незаурядной, оставившей заметный след в истории. Начав военную службу офицером артиллерии, он завершил её в должности следователя Финляндского военного округа. Выйдя в отставку в 1906 году в чине генерал-лейтенанта, он поселился во Пскове. Н. Ф. Окулич-Казарин является автором книги «Спутник по древнему Пскову» (книга вышла в свет в 1911 году с подзаголовком «Любителям родной старины» и выдержала два переиздания — в 1913 и 2001 годах).

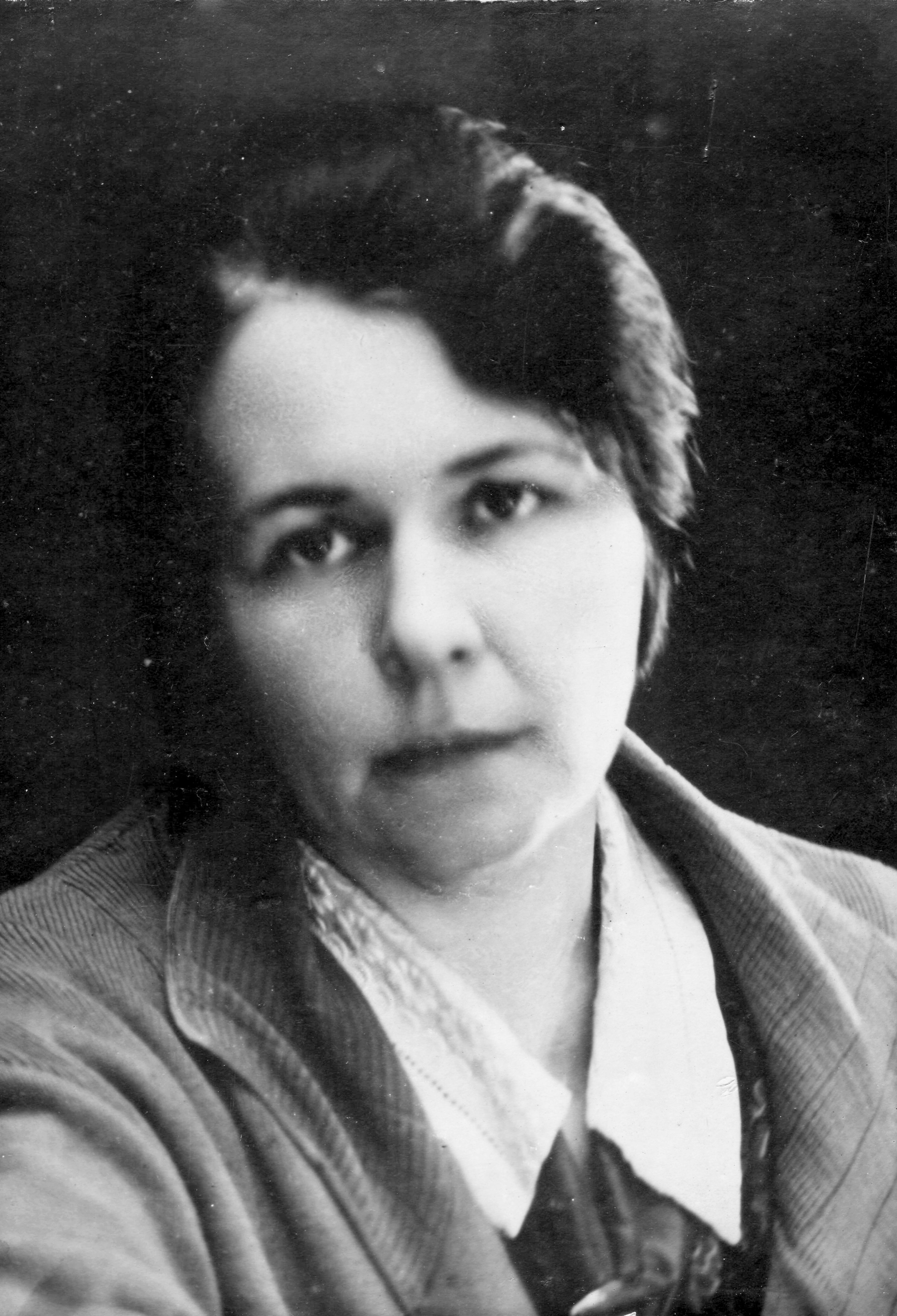
Виктория Ивановна Руссет (1885—1970), мать Зои Рождественской.

В Боровичском краеведческом музее имеются документальные свидетельства, связанные с семьёй Рождественских. По данным музея местный живописец, график В. И. Сулоева доводилась матерью известной эстрадной певице Зое Рождественской.
Фамилию Сулоева Виктория Ивановна получила после второго замужества в 1917 году. Её муж — Владимир Евдоксиевич Сулоев — сын петербургского купца-виноторговца. От этого брака в 1921 году родился сын Георгий. В Боровичи семья переехала в конце 1920 годов, где Владимир Евдоксиевич стал служить архитектором (окружным городским инженером), а Виктория Ивановна руководила изостудией Дома пионеров. В дневниковых заметках местного художника Александра Константинова, любимого ученика Виктории Ивановны, записанных с её слов, имеется запись, что её дочь, Зоя Рождественская, родилась в Японии, в городе Нагасаки. Однако в сохранившейся собственноручно написанной автобиографии местом своего рождения Зоя Рождественская называет город Владивосток.
Хотя до Боровичей война не докатилась, мать Зои Рождественской Виктория Ивановна была эвакуирована и оказалась в городе Котельнич Кировской области, где работала в Многопромысловом товариществе. Оба брата Зои (родной — Николай и сводный — Георгий) воевали. Николай участвовал в Финской войне — был радистом в лыжном батальоне. В годы Великой Отечественной служил в восьмом гвардейском батальоне связи, прошёл путь от сержанта до старшины. Воевал на Донском, Украинском, Южном, Северо-Западном фронтах. Награждён медалью «За оборону Сталинграда», имел благодарность «За взятие Митавы». Он был участником Парада Победы 1945 года на Красной площади. В 1965 и 1970 годах выезжал на празднование Дня Победы в Москву, где на Белорусском вокзале встречался с однополчанами.
Георгий к началу войны окончил школу. В 1942 — он уже лейтенант, командир взвода связи. Воевал на Ленинградском и 1-м Украинском фронтах. В январе 1944 года был тяжело ранен, ещё через год, в феврале 1945, получил легкое ранение, в марте того же года — контузию. Награждён Орденом Красной Звезды, медалью «За оборону Ленинграда». Всю войну Георгий в кармане гимнастерки носил фото сводной сестры Зои.
Рэта Владимировна, супруга Георгия, сводного брата Зои, хорошо знавшая золовку лично и посещавшая её в Ленинграде, распространённый миф о пагубном пристрастии певицы к алкоголю не подтвердила. Эти домыслы опровергают и письма Зои к матери, написанные в последний год жизни певицы. В первом письме Зоя рассказывает о гастролях: 

«Здравствуйте, мама и папа! Вот я и приехала домой. Получила ваши два письма. В Алма-Ату не ездила, а вернулись опять в Новосибирск, и проехали весь Кузбасс, потом были Иркутская область, Красноярск, Томск, Молотов, Москва, Курск. Все время получала вливания разных препаратов и в конце концов делали переливание крови… Сейчас очень ослабела и не могу работать. Из комнаты не выхожу, больше лежу. Мучит в основном противная слабость. Голову трудно держать прямо. Решила все же послать тебе перевод и написать письмо. Уж очень тошно так все лежать. Встаю — голова кружится. Коля встретил меня хорошо… У Пчёлкиных, Колиных двоюродных сестер, родились мальчик и девочка. Теперь у него пять племянников. Поколение прибывает со всех сторон. Будет настроение — напиши. Я очень бываю рада получить твое письмо. Желаю вам здоровья, самого главного. Целую. Привет Рождественским. 6 февраля 1953 г. Зоя».
Утомительные гастроли подорвали здоровье певицы. Последним городом, где слышали её живое пение, был Курск. Домой она вернулась разбитой. Судя по симптомам (головокружение, слабость), у Зои во время гастролей мог случиться инсульт. Однако матери она об этом не сообщает.
Последнее письмо к матери Зоя писала 29 сентября 1953 года, менее чем за полтора месяца до своей кончины: 

«Здравствуйте, мамочка и папа! Не писала я давно. Причины разные были, в том числе лежала я в больнице. То — с ногой, то — из-за сердца. Сейчас отремонтировалась, но чувствую себя ещё неважно… Работать пока мне врачи не разрешают. Поездку намеченную в Воркуту приходится отменить. Послала я тебе 700 рублей в конце сентября. Известите меня, как получите. Что будет впереди — сказать не могу. На улицу не выхожу — кружится от бешеного транспорта голова. Хотелось бы, конечно, побывать у вас, но одной отправляться в дорогу рискованно. Как твои дела с пенсией? Как здоровье ваше? Папа мне звонил, и по голосу у него настроение, как всегда, бодрое. Целую крепко. Зоя. Всем привет. Коля кланяется вам обоим. Литературная сторона перевода — его».
Опровергает Зоя Рождественская приписываемое ей пристрастие своими добрыми, заботливыми, несмотря на собственное нездоровье, письмами. В каждом письме не только сердечное желание помочь близким, но и свидетельства реальной помощи: в открытке 1938 года сообщается о посланной к Новому году посылке, в письмах — о денежных переводах. Последний перевод матери, который «литературно» оформил Николай Пчёлкин, — был на 700 рублей. Такая сумма соответствовала месячной зарплате квалифицированного рабочего (в то время килограмм картофеля в государственной торговле стоил, к примеру, 62 копейки, мяса — 8 рублей 13 копеек, литр молока — 2 рубля 11 копеек).
О любви Зои к своей маме говорит хранящаяся сейчас в музее города Боровичи тетрадная страничка со стихами, написанными от руки, адресованными Зоей матери: «…И когда седина появится, забелеют снега вокруг, ты все так же мне будешь нравиться, мой любимый и верный друг». На оборотной стороне листка — автограф: «Мамка, помни всегда. Зоя».

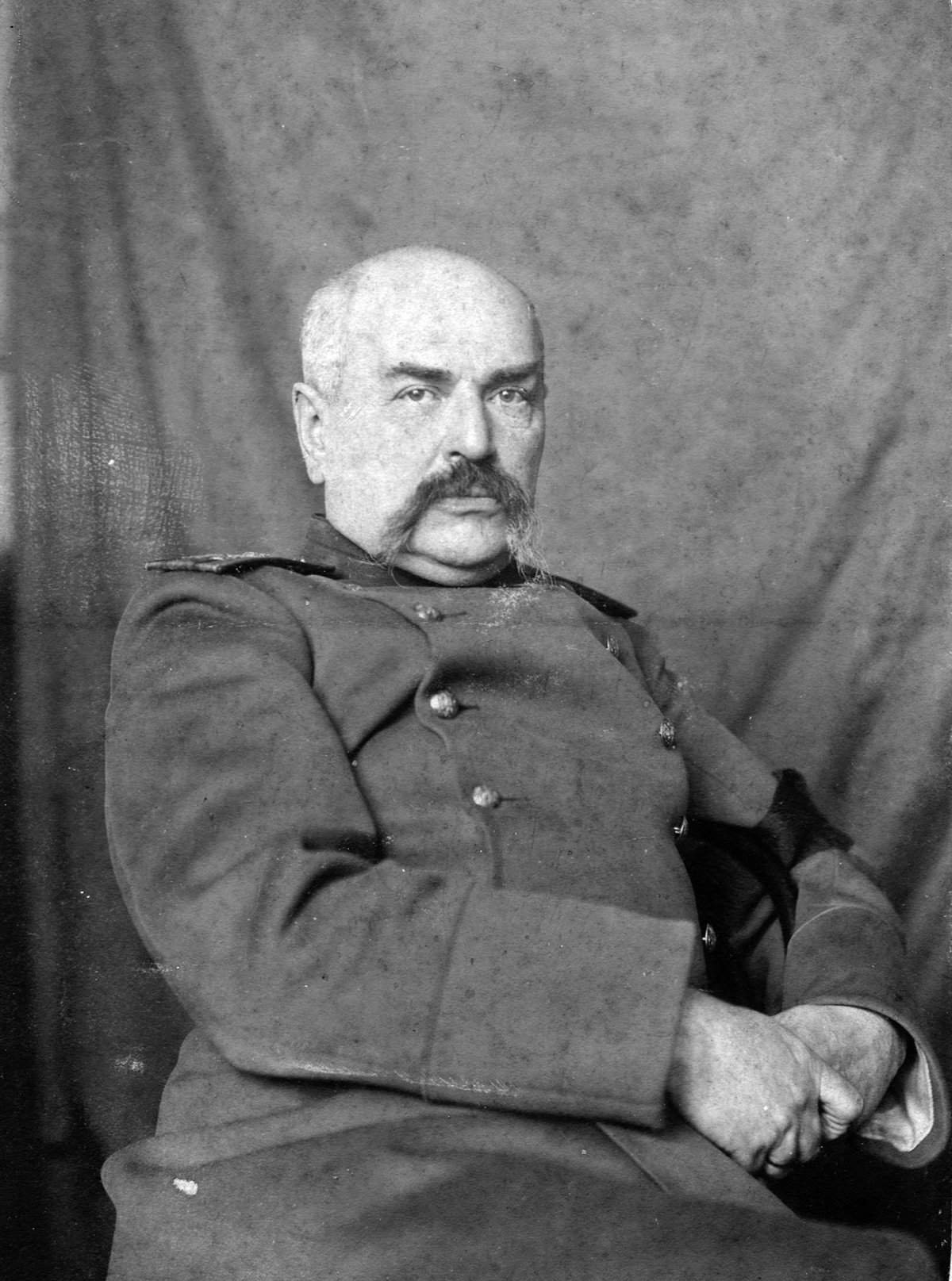
Иван Васильевич Руссет, отец Виктории Ивановны — матери Зои Николаевны Рождественской
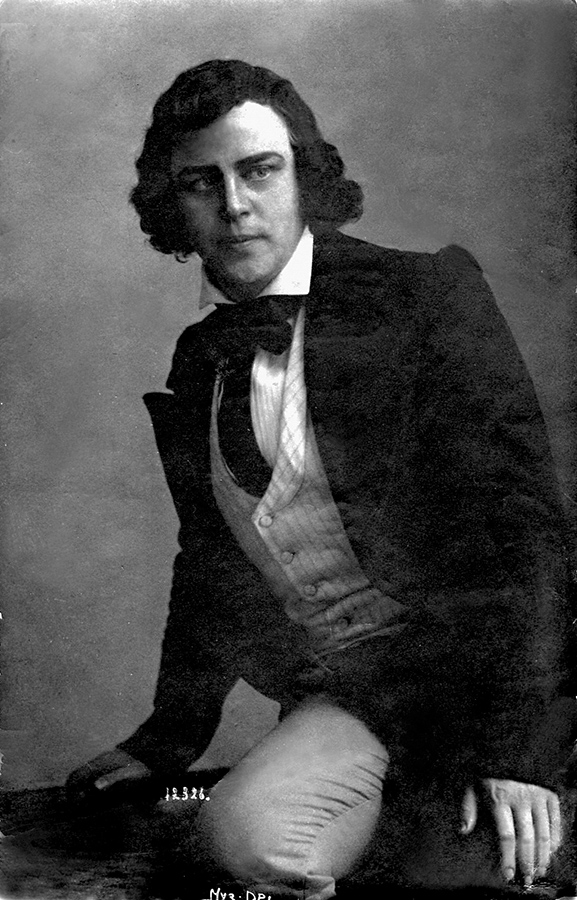
Н. Н. Рождественский в роли Ленского, 1926 г., 43 года.
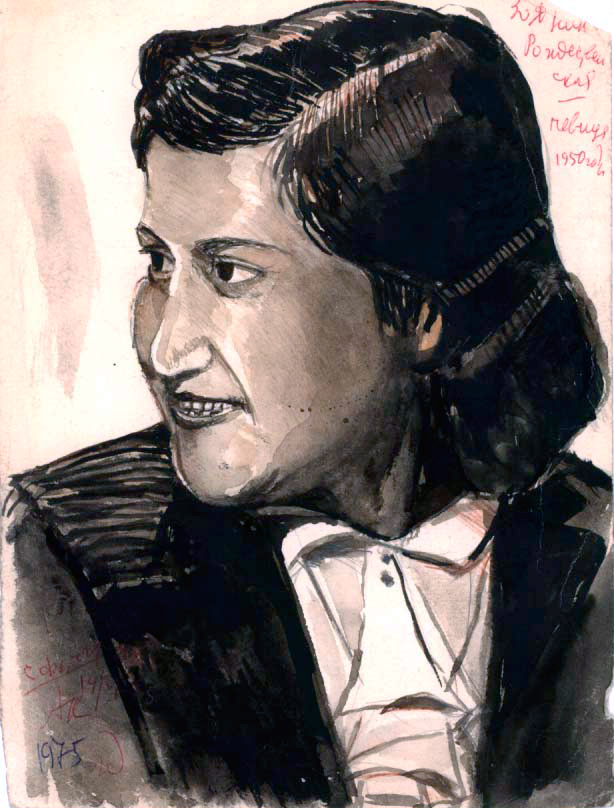
Рисунок З. Н. Рождественской, выполненный рукой любимого ученика матери певицы, художником из Боровичей - Александром Константиновым в 1950 г. Рисунок хранится в Боровичском краеведческом музее